# جون غرينليف آدامز
جون غرينليف آدامز (بالإنجليزية: John Greenleaf Adams)‏ هو كاتب أغاني وملحن أمريكي، ولد في 1810، وتوفي في 1897.